# Distretto di Yueyanglou
Il distretto di Yueyanglou (岳阳楼区S, Yuèyánglóu QūP) è un distretto della Cina, situato nella provincia di Hunan e amministrato dalla prefettura di Yueyang.